# Parafia Franklin
Parafia Franklin (ang. Franklin Parish) – parafia cywilna w stanie Luizjana w Stanach Zjednoczonych. Obszar całkowity parafii obejmuje powierzchnię 635,44 mil2 (1 645,78 km²). Według danych z 2010 r. parafia miała 20 767 mieszkańców. Parafia powstała w 1843 roku i nosi imię Benjamina Franklina - jednego z tzw. ojców założycieli Stanów Zjednoczonych.

## Sąsiednie parafie
- Parafia Richland (północ)
- Parafia Madison (północny wschód)
- Parafia Tensas (południowy wschód)
- Parafia Catahoula (południe)
- Parafia Caldwell (zachód)

## Miasta
- Winnsboro
- Wisner

## Wioski
- Baskin
- Gilbert